# Biakmonarch
De biakmonarch (Myiagra atra) is een zangvogel uit de familie Monarchidae (Monarchen).

## Verspreiding en leefgebied
Deze soort is endemisch op het eiland Biak in het noordwesten van Nieuw-Guinea .

## Status
De grootte van de populatie is niet gekwantificeerd maar de soort wordt omschreven als algemeen. Het verspreidingsgebied is echter klein en door ontbossing wordt het habitat aangetast. Op de Rode lijst van de IUCN heeft deze soort daarom de status gevoelig.